# بخش بیت لحم (شهرستان استارک، اوهایو)
بخش بیت لحم (به انگلیسی: Bethlehem Township) یک منطقهٔ مسکونی در ایالات متحده آمریکا است که در شهرستان استارک، اوهایو واقع شده‌است.
 بخش بیت لحم ۸۶٫۶ کیلومتر مربع مساحت و ۴٬۲۱۰ نفر جمعیت دارد و ۳۱۱ متر بالاتر از سطح دریا واقع شده‌است.